# Leandro Izaguirre
Leandro Izaguirre (1867-1941) foi um pintor e professor mexicano, notório por suas obras de temática histórica do México.

## Biografia
Nascido na Cidade do México, ingressou na Academia de San Carlos no ano de 1884, onde estudou com Santiago Rebull e José Salomé Pina.